# Lawrence Cook
Pour les articles homonymes, voir Cook.
Lawrence Cook, né à une date et dans un lieu qui nous est inconnu mort le 4 août 1540 à Tyburn, est un carme et martyr catholique anglais, exécuté pour avoir refusé de reconnaître le roi Henri VIII comme chef suprême de l'Église d'Angleterre.

## Biographie
Peu d'informations existent sur la vie de Lawrence Cook. Seul son martyr nous est raconté dans les sources disponibles. Au moment où il est arrêté et emprisonné en 1538, il est alors prieur du carmel de Doncaster. Il reste près de deux ans enfermé dans la Tour de Beauchamp, une des tours de la prison de la Tour de Londres. Certains comme Thomas Abell qui attendra près de 7 ans avant d'être mis à mort sont emprisonnés comme lui et pour les mêmes raisons depuix plus longtemps encore. En prison il souffre de la faim.
Les raisons de sa mise à mort sont les mêmes que pour celles de ses compagnons d'infortune Robert Bird et Giles Heron deux laïcs, Thomas Epson, un moine bénédictin et William Bird un prêtre diocésain à savoir d'avoir refusé de reconnaître Henri VIII comme le chef suprême de l'Église et de ne pas être mort de faim en prison. Il subit la peine réservée aux traîtres à savoir pendaison, éviscération et écartèlement.

## Sa vénération
Il est vénéré dans l'Église catholique romaine comme martyr et a été béatifié par le pape Léon XIII le 9 décembre 1886. Avec lui furent béatifiés John Fisher, Thomas Epson, John Stone, Edward Morgan et Giles Heron. Sa mémoire est fixée le 4 août.

#### Martyrs Anglais
- Martyrs d'Angleterre et du pays de Galles
- Cinquante-quatre martyrs anglais
- Quarante martyrs d'Angleterre et du pays de Galles
- Quatre-vingt-cinq martyrs d'Angleterre et de Galles
- Martyrs de Douai
- Cent sept martyrs d'Angleterre et du pays de Galles
- Martyrs d'Oaten Hill
- Martyrs de Londres de 1591
- Les Martyrs de la Chartreuse de Londres

#### Martyrs de l'Ordre du Carmel
- Carmélites martyres de Guadalajara
- Carmélites de Compiègne